# MUPCDH
MUPCDH‏ (Cadherin related family member 5) هوَ بروتين يُشَفر بواسطة جين MUPCDH في الإنسان.